# Astrid (satélite)
Astrid es un microsatélite artificial sueco lanzado el 24 de enero de 1995 mediante un cohete Cosmos 3 desde el cosmódromo de Plesetsk, en Rusia. Fue el tercer satélite artificial científico sueco.

## Objetivos
La misión de Astrid era investigar el comportamiento del plasma en las cercanías de la Tierra, enfatizando el estudio de los fenómenos en los que intervienen partículas neutras. También sirvió como prueba tecnológica de la plataforma para microsatélites FREJA-C.

## Características
El satélite se estabilizaba mediante rotación y se orientaba mediante un magnetómetro y un sensor solar. La energía era proporcionada por cuatro paneles solares que producían hasta 20 vatios de potencia que a su vez alimentaban a un par de baterías de níquel-cadmio. El procesamiento de los datos era llevado a cabo por un microprocesador 80C31 con 8 MiB de memoria. Las comunicaciones se llevaban a cabo mediante un enlace en banda S a 131 kbit/s u 8 kbit/s de bajada y 4,8 kbit/s de subida. La potencia del transmisor era de 2 vatios. El satélite era controlado desde la estación terrestre Esrange en Kiruna.

## Instrumentación
Astrid llevaba tres instrumentos científicos:
- PIPPI (Prelude in Planetary Particle Imaging): un analizador de átomos energéticos neutros.
- EMIL (Electron Measurements - In-situ and Lightweight): un espectrómetro de electrones.
- MIO (Miniature Imaging Optics): dos cámaras ultravioleta para la observación de la línea Lyman alfa de la geocorona terrestre y la observación de emisiones aurorales.

Los instrumentos fueron desarrollados por el Instituto Sueco de Física Espacial de Kiruna. 
El satélite funcionó sin problemas durante un mes hasta que el 1 de marzo de 1995 falló uno de los conversores de corriente continua, dejando inutilizado el equipamiento científico. A partir de ese momento el satélite fue utilizado como banco de pruebas para experimentos de comunicación y para probar algoritmos de apuntado hacia el Sol.